# PTC (기업)
PTC(이전 이름: Parametric Technology Corporation)는 1985년에 설립되어 매사추세츠주 보스턴에 본사를 두고 있는 컴퓨터 소프트웨어 및 서비스 회사이다. 이 회사는 1998년 PLM(제품 수명주기 관리)을 위한 인터넷 기반 제품을 포함하여 1988년 파라메트릭, 연관 기능 기반의 견고한 CAD(컴퓨터 지원 설계) 모델링 소프트웨어 분야의 선구자였다. PTC(NASDAQ: PTC)는 제품과 서비스를 시장에 내놓았다. 그리고 파트너와 개발자를 위한 서비스와 사물인터넷(IoT) 및 증강 현실(AR) 플랫폼을 제공한다.

## 제품
PTC에는 6가지 핵심 제품군(Creo, Windchill, 매스캐드, Integrity, Servigistics, ThingWorx, ServiceMax, Arbortext Editor)이 있다. 이 회사의 기술은 주로 개별 제조업체에서 복잡한 제품을 설계, 운영 및 유지 관리하는 데 사용된다. PTC의 기술은 제품의 정보를 캡처하고 분석하기 위해 제품을 인터넷에 연결하는 데에도 사용된다.